# Медаль «Народная благодарность»
Медаль «Народная благодарность» (каз. Халық алғысы) — государственная награда Республики Казахстан, учреждённая в соответствии с Указом Президента Республики Казахстан Касым-Жомарта Токаева от 8 июня 2020 года.

## Положение о медали
Медалью «Халық алғысы» (далее —медаль) награждаются граждане Республики Казахстан, плодотворно работающие в сферах образования, здравоохранения, социальной защиты, а также особо отличившиеся в борьбе с пандемией Covid-19.
1. Медаль вручается Президентом Республики Казахстан, а также от имени и по поручению Президента Республики Казахстан её могут вручать:
  1. государственный секретарь Республики Казахстан;
  2. акимы областей, городов Астана, Алматы и Шымкента;
  3. иные должностные лица.
2. Вручение медали производится в торжественной обстановке, гласно и вручается награждённому лично. Перед вручением оглашается Указ Президента Республики Казахстан о награждении.
3. Каждому награждённому одновременно с вручением медали выдается соответствующее удостоверение.

## Описание медали
Медаль «Халық алғысы» состоит из знака и колодки. Знак медали представляет собой правильный круг диаметром 32 мм, выполненный из металла золотистого цвета-латуни.
На аверсе медали на первом плане выполнено изображение логотипа «Birgemiz». В верхней части медали расположен национальный орнамент. В нижней части надпись «ХАЛЫҚ АЛҒЫСЫ».
На реверсе медали по кругу национальный орнамент. В центральной части расположена надпись «ҚАЗАҚСТАН РЕСПУБЛИКАСЫ 2020».
Медаль с помощью ушка и кольца соединяется с прямоугольной планкой шириной 32 мм, выполненной из металла золотистого цвета-латуни. В центральной части выполнен национальный орнамент. Фон планки залит эмалью голубого цвета.
Все изображения и надписи на медали выпуклые. Края медали окаймлены бортиками. С обратной стороны колодки имеется булавка с визорным замком, с помощью которой изделие крепится к одежде.

## Награждённые
Всего по стране были награждены 60 врачей и 39 полицейских, 30 военнослужащих, 41 волонтеров и 34 мецената. Помимо этого, медаль вручили 38 деятелям культуры и образования и 25 представителям СМИ.